# دالي أليسون
دالي أليسون (بالإنجليزية: Dale Allison)‏ هو عالم عقيدة أمريكي، ولد في 25 نوفمبر 1955.

## وصلات خارجية
- دالي أليسون على موقع ميوزك برينز (الإنجليزية)